# Let There Be Rock (piosenka)
Let There Be Rock – piosenka australijskiego zespołu hardrockowego AC/DC, wydana jako drugi singel z ich czwartego albumu studyjnego Let There Be Rock (1977). Utwór znalazł się na koncertowym albumie If You Want Blood You've Got It (1978) i AC/DC Live (1992), a także na wydawnictwie DVD Rough & Tough (2005).

## Teledysk
Wideoklip do piosenki nakręcony został w lipcu 1977 roku. Akcja filmu dzieje się w kościele, gdzie Bon Scott jest przebrany za księdza, a reszta zespołu za ministrantów.